# Vjatko
Vjatko (Russisch: Вятко) was een in een kroniek vermeldde, waarschijnlijk geromantiseerde figuur uit de negende eeuw en het eponiem van de Vjatitsjen. Radym (Wit-Russisch: Радзім) was het eponiem van de Radimitsjen.

## Geschiedenis
Volgens de Nestorkroniek waren Vjatko en zijn broer, de waarschijnlijk eveneens fictieve Radym, Ljachen. Vjatko vestigde zich met zijn familie als Vjatitsjen tussen de bovenloop van de Oka en de bovenloop van de Don. Dit is ten zuiden van het huidige Moskou. Radym en familie trokken als Radimitsjen naar een gebied tussen de Sozj en de bovenloop van de Dnjepr in het oosten van het huidige Wit-Rusland. Beiden kwamen uit Rood-Roethenië.